# Żywa skała
Żywa skała (ang. live rock) – w akwarystyce określenie na wierzchnią warstwę rafy koralowej wraz z żyjącymi na niej organizmami. Żywa skała jest złożona z aragonitu z martwych koralowców; określenie "żywa skała" odnosi się do stworzeń, które żyją na jej powierzchni oraz w jej wnętrzu. Wśród nich są m.in.: gąbki, koralowce, pierścienice i skorupiaki, które w naturalny sposób wymuszają ruch wody, a także glony i bakterie. W akwarystyce morskiej rafa pełni rolę filtra biologicznego i ma korzystny wpływ na równowagę biologiczną w zbiorniku, pełni także rolę dekoracyjną. Skała stabilizuje również pH wody w akwarium poprzez powolne uwalnianie węglanu wapnia. Większość żywych skał pochodzi z Morza Karaibskiego lub z Indo-Pacyfiku.